# Denemarken op de Olympische Zomerspelen 1972
Denemarken nam deel aan de Olympische Zomerspelen 1972 in München, West-Duitsland. Er werd slechts één medaille gewonnen – een laagterecord in de geschiedenis van Denemarken.

## Medaillewinnaars

### 1Goud
- Niels Fredborg — Wielersport, mannen 1.000 meter tijdrit

## Deelnemers en resultaten per onderdeel

### Atletiek
| Olympiër             | Discipline             | Resultaat | Prestatie                                                                   |
| -------------------- | ---------------------- | --------- | --------------------------------------------------------------------------- |
| Tom Hansen           | 1500m (m)              | 10e       | serie 2: 4de in 3.44,7 halve finale 1: 3de in 3.41,6 finale: 10de in 3.46,6 |
| Gerd Larsen          | 1500m (m)              | 30e       | serie 6: 2de in 3.41,1 < halve finale 3: 10de in 3.59,4                     |
| Gert Kærlin          | 5000m (m)              | 55e       | serie 2: 10de in 14.39,2                                                    |
| Jørn Lauenbourg      | 5000m (m)              | 47e       | serie 4: 11de in 14.18,8                                                    |
| Jesper Tørring       | 110m horden (m)        | 27e       | serie 3: 5de in 14,50                                                       |
| Wigmar Pedersen      | 3000m steeplechase (m) | 45e       | serie 1: 12de in 9.03,00                                                    |
| Jørgen Jensen        | marathon (m)           | 30e       | 2:24.00                                                                     |
| Ole David Jensen     | 50km snelwandelen (m)  | 29e       | 4:57.13,8                                                                   |
| Jesper Tørring       | verspringen (m)        | DNF       | kwalificatie groep B: geen geldige poging                                   |
| Kaj Andersen         | discuswerpen (m)       | 25e       | kwalificatie groep A: 13de met 53,52m                                       |
| Steen Smidt-Jensen   | tienkamp (m)           | 7e        | 7947 punten                                                                 |
|                      |                        |           |                                                                             |
| Annelise Damm Olesen | 800m (v)               | 13e       | serie 4: 2de in 2.01,77 halve finale 1: 6de in 2.04,19                      |
| Grith Ejstrup        | hoogspringen (v)       | 12e       | kwalificatie groep B: 1ste met 1,76m finale: 12de met 1,82m                 |
| Solveig Langkilde    | hoogspringen (v)       | 21e       | kwalificatie groep A: 12de met 1,76m finale: 21ste met 1,76m                |

### Boksen
| Olympiër    | Discipline | Resultaat | Prestatie                                                                            |
| ----------- | ---------- | --------- | ------------------------------------------------------------------------------------ |
| Erik Madsen | -60kg (m)  | 17e       | 1ste ronde: vrij 2de ronde: V van IRL Nash: 0-5                                      |
| Ib Bøtcher  | -67kg (m)  | 17e       | 1ste ronde: W van PUR Flores: 3-2 2de ronde: V van IRL Rodgers: knock-out            |
| Ib Bøtcher  | -75kg (m)  | 5e        | 1ste ronde: vrij 2de ronde: W van IVB Peets: 5-0 kwartfinale: V van GHA Amartey: 2-3 |

### Boogschieten
| Olympiër             | Discipline      | Resultaat | Prestatie                                                                              |
| -------------------- | --------------- | --------- | -------------------------------------------------------------------------------------- |
| Herluf Andersen      | individueel (m) | 13e       | 1ste ronde: 23ste met 1178 punten 2de ronde: 10de met 1216 punten totaal: 2394 punten  |
| Arne Jacobsen        | individueel (m) | 8e        | 1ste ronde: 20ste met 1188 punten 2de ronde: 6de met 1285 punten totaal: 2423 punten   |
|                      |                 |           |                                                                                        |
| Lilli Lentz          | individueel (v) | 29e       | 1ste ronde: 28ste met 1109 punten 2de ronde: 30ste met 1109 punten totaal: 2218 punten |
| Erna Rahbek Pedersen | individueel (v) | 26e       | 1ste ronde: 27ste met 1111 punten 2de ronde: 21ste met 1133 punten totaal: 2244 punten |

### Gewichtheffen
| Olympiër        | Discipline  | Resultaat | Prestatie                                                                                  |
| --------------- | ----------- | --------- | ------------------------------------------------------------------------------------------ |
| Erling Johansen | -75kg (m)   | 14e       | drukken: 17de met 137,5kg trekken: 10de met 127,5kg stoten: 13de met 160kg totaal: 425kg   |
| Ib Bergmann     | -82,5kg (m) | 14e       | drukken: 11de met 145kg trekken: 11de met 127,5kg stoten: 17de met 155kg totaal: 427,5kg   |
| Bent Harsmann   | -110kg (m)  | 21e       | drukken: 22ste met 157,5kg trekken: 19de met 132,5kg stoten: 20ste met 175kg totaal: 465kg |

### Handbal
| Olympiër | Discipline | Resultaat | Prestatie |
| --- | ---------- | --------- | --- |
| Arne Andersen Keld Jul Andersen Jørgen Frandsen Claus Jørgen From Flemming Hansen Jørgen Heidemann Søren Jensen Bent Jørgensen Kay Sloth Jørgensen Flemming Lauritzen Svend Otto Lund Tom Benny Lund Thor Munkager Vagn Harris Nielsen Karsten Steen Sørensen Jørgen Vodsgaard | mannen     | 13e       | groep A: 3de G van Sovjet-Unie: 12-12 V van Polen: 8-11 V van Zweden: 10-16 13-16de plek: W van Tunesië: 29-21 13-14de plek: W van Verenigde Staten: 19-18 |

| Groep A |             |             |             |             |             |            |            |            |        |
| #       | Land        | Wedstrijden | Wedstrijden | Wedstrijden | Wedstrijden | Doelpunten | Doelpunten | Doelpunten | Punten |
| #       | Land        | G           | W           | G           | V           | V          | T          | Saldo      | Punten |
| 1       | Sovjet-Unie | 3           | 1           | 2           | 0           | 40         | 34         | +6         | 4      |
| 2       | Zweden      | 3           | 1           | 2           | 0           | 40         | 34         | +6         | 4      |
| 3       | Polen       | 3           | 1           | 1           | 1           | 35         | 38         | -3         | 3      |
| 4       | Denemarken  | 3           | 0           | 1           | 2           | 30         | 39         | -2         | 1      |

| Ronde        | Datum   | Plaats     | Land  | Score            | Land |
| ------------ | ------- | ---------- | ----- | ---------------- | ---- |
| Groepsfase   |         |            |       |                  |      |
| 30 augustus  | München | Denemarken | 12-12 | Sovjet-Unie      |      |
| 1 september  | München | Denemarken | 8-11  | Polen            |      |
| 3 september  | München | Denemarken | 10-16 | Zweden           |      |
| 13-16de plek |         |            |       |                  |      |
| 7 september  | München | Denemarken | 29-21 | Tunesië          |      |
| 13-14de plek |         |            |       |                  |      |
| 9 september  | München | Denemarken | 19-18 | Verenigde Staten |      |

### Kanovaren
| Olympiër                        | Discipline    | Resultaat | Prestatie |
| ------------------------------- | ------------- | --------- | --- |
| Søren Boysen Lennart Mathiassen | C-2 1000m (m) | 15e       | serie 2: 8ste in 4.39,50 herkansingen: 4de in 4.26,30                                                        |
| Erik Hansen                     | K-1 1000m (m) | 7e        | serie 2: 4de in 4.07,72 herkansingen: 1ste in 3.53,86 halve finale 2: 1ste in 3.51,12 finale: 7de in 3.52,15 |
| Jørgen Andersen Jens Sørensen   | K-2 1000m (m) | 13e       | serie 1: 4de in 3.46,32 herkansingen: 1ste in 3.40,52 halve finale 1: 4de in 3.38,61                         |
|                                 |               |           | |
| Kate Olsen                      | K-1 500m (v)  | 7e        | serie 2: 5de in 2.16,44 herkansingen: 2de in 2.07,92 halve finale 2: 3de in 2.06,20 finale: 7de in 2.07,16   |

### Moderne vijfkamp
| Olympiër                                     | Discipline | Resultaat | Prestatie    |
| -------------------------------------------- | ---------- | --------- | ------------ |
| René Heitmann                                | mannen     | 52e       | 4190 punten  |
| Klaus Petersen                               | mannen     | 37e       | 4492 punten  |
| Jørn Steffensen                              | mannen     | 14e       | 4887 punten  |
| René Heitmann Klaus Petersen Jørn Steffensen | team (m)   | 14e       | 13547 punten |

### Paardensport
| Olympiër                                         | Discipline  | Resultaat | Prestatie                                                       |
| Dressuur                                         | Dressuur    | Dressuur  | Dressuur                                                        |
| ------------------------------------------------ | ----------- | --------- | --------------------------------------------------------------- |
| Charlotte Ingemann                               | individueel | 20e       | Grand Prix: 20ste met 1475 punten                               |
| Aksel Mikkelsen                                  | individueel | 11e       | Grand Prix: 10de met 1597 punten ride-off: 11de met 1060 punten |
| Ulla Petersen                                    | individueel | 14e       | Grand Prix: 14de met 1534 punten                                |
| Charlotte Ingemann Aksel Mikkelsen Ulla Petersen | team        | 4e        | 4606 punten                                                     |

### Roeien
| Olympiër                                                          | Discipline      | Resultaat | Prestatie |
| ----------------------------------------------------------------- | --------------- | --------- | --- |
| Kim Børgesen                                                      | skiff (m)       | 11e       | serie 3: 4de in 7.58,94 herkansingen: 3de in 7.56,66 halve finale 2: 4de in 8.27,93 finale B: 5de in 8.09,04 |
| Niels Henry Secher Jørgen Engelbrecht                             | dubbel-twee (m) | 4e        | serie 4: 1ste in 7.11,32 halve finale 2: 1ste in 7.31,32 finale: 4de in 7.19,14                              |
| Willy Poulsen Peter Fich Christiansen Egon Pedersen Rolf Andersen | vier-zonder (m) | 6e        | serie 4: 2de in 6.47,60 herkansingen: 2de in 7.04,37 halve finale 2: 2de in 7.16,01 finale: 6de in 6.37,28   |
| Mogens Holm Bjarne Pedersen Per Wind Jens Lindhardt Kim Wind      | vier-met (m)    | 14e       | serie 2: 5de in 7.08,22 herkansingen: 5de in 7.19,67                                                         |

### Schermen
| Olympiër                                                                             | Discipline | Resultaat | Prestatie |
| ------------------------------------------------------------------------------------ | ---------- | --------- | --------- |
| Peter Askjær-Friis                                                                   | degen (m)  | 43e       |           |
| Ivan Kemnitz                                                                         | degen (m)  | 58e       |           |
| Reinhard Münster                                                                     | degen (m)  | 32e       |           |
| Torben Bjerre-Poulsen Peter Askjær-Friis Ivan Kemnitz Reinhard Münster Jørgen Thorup | degen team | 17e       |           |
|                                                                                      |            |           |           |
| Max Madsen                                                                           | floret (v) | 17e       |           |

### Schietsport
| Olympiër            | Discipline              | Resultaat | Prestatie                             |
| ------------------- | ----------------------- | --------- | ------------------------------------- |
| Henning Clausen     | 50m geweer 3 houdingen  | 30e       | 1133 punten: (394-360-379)            |
| Per Weichel         | 50m geweer 3 houdingen  | 33e       | 1130 punten: (391-358-381)            |
| Vagn Andersen       | 50m geweer liggend      | 30e       | 584 punten: (97-98-96-97-99-97)       |
| Henning Clausen     | 50m geweer liggend      | 15e       | 595 punten: (99-99-100-99-99-99)      |
| Vagn Andersen       | 300m geweer 3 houdingen | 24e       | 1125 punten: (393-361-371)            |
| Per Weichel         | 300m geweer 3 houdingen | 26e       | 1114 punten: (373-366-375)            |
| Lennart Christensen | 25m snelvuurpistool     | 44e       | 1125 punten: (194-192-187)            |
| Ole Justesen        | skeet                   | 46e       | 180 punten: (23-21-22-22-24-21-22-25) |
| Niels-Ove Mikkelsen | skeet                   | 19e       | 191 punten: (23-24-25-22-24-25-25-23) |
| Egon Hansen         | trap                    | 33e       | 180 punten: (24-24-21-20-24-19-25-23) |

### Turnen
| Olympiër        | Discipline               | Resultaat | Prestatie |
| --------------- | ------------------------ | --------- | --- |
| Ole Benediktson | meerkamp individueel (m) | 102e      | kwalificatie: 102de vloer: 102de met 16,10 punten sprong: 107de met 16,90 punten rekstok: 63ste met 17,80 punten brug: 99ste met 15,75 punten ringen: 109de met 15,15 punten paard voltige: 74ste met 16,80 punten totaal: 98,50 punten |

### Voetbal
| Olympiër | Discipline | Resultaat | Prestatie |
| --- | ---------- | --------- | --- |
| Flemming Ahlberg Svend Andresen Keld Bak Hans Ewald Hansen Heino Hansen Jack Hansen Heinz Hildebrandt Kristen Nygaard Flemming Pedersen Leif Printzlau Jørgen Rasmussen Max Rasmussen Per Røntved Allan Simonsen Mogens Therkildsen Steen Ziegler | mannen     | 5e        | 1ste ronde groep C: 2de W van Brazilië: 3-2 W van Iran: 4-0 V van Hongarije: 0-2 2de ronde groep 2: 3de G van Polen: 1-1 W van Marokko: 3-1 V van Sovjet-Unie: 0-4 |

| Groep C |            |             |             |             |             |            |            |            |        |
| #       | Land       | Wedstrijden | Wedstrijden | Wedstrijden | Wedstrijden | Doelpunten | Doelpunten | Doelpunten | Punten |
| #       | Land       | G           | W           | G           | V           | V          | T          | Saldo      | Punten |
| 1       | Hongarije  | 3           | 2           | 1           | 0           | 9          | 2          | +7         | 5      |
| 2       | Denemarken | 3           | 2           | 0           | 1           | 7          | 4          | +3         | 4      |
| 3       | Iran       | 3           | 1           | 0           | 2           | 1          | 9          | -8         | 2      |
| 4       | Brazilië   | 3           | 0           | 1           | 2           | 4          | 6          | -2         | 1      |

| Ronde       | Datum    | Plaats     | Land | Score     | Land |
| ----------- | -------- | ---------- | ---- | --------- | ---- |
| Groepsfase  |          |            |      |           |      |
| 27 augustus | Passau   | Denemarken | 3-2  | Brazilië  |      |
| 29 augustus | Augsburg | Denemarken | 4-0  | Iran      |      |
| 31 augustus | Augsburg | Denemarken | 0-2  | Hongarije |      |

| Groep 2 |             |             |             |             |             |            |            |            |        |
| #       | Land        | Wedstrijden | Wedstrijden | Wedstrijden | Wedstrijden | Doelpunten | Doelpunten | Doelpunten | Punten |
| #       | Land        | G           | W           | G           | V           | V          | T          | Saldo      | Punten |
| 1       | Polen       | 3           | 2           | 1           | 0           | 9          | 2          | +7         | 5      |
| 2       | Sovjet-Unie | 3           | 2           | 0           | 1           | 7          | 4          | +3         | 4      |
| 3       | Denemarken  | 3           | 1           | 0           | 2           | 1          | 9          | -8         | 2      |
| 4       | Marokko     | 3           | 0           | 1           | 2           | 4          | 6          | -2         | 1      |

| Ronde       | Datum      | Plaats      | Land | Score      | Land |
| ----------- | ---------- | ----------- | ---- | ---------- | ---- |
| Groepsfase  |            |             |      |            |      |
| 3 september | Regensburg | Denemarken  | 1-1  | Polen      |      |
| 5 september | Passau     | Denemarken  | 3-1  | Marokko    |      |
| 8 september | Augsburg   | Sovjet-Unie | 4-0  | Denemarken |      |

### Wielersport
| Olympiër                                                     | Discipline                    | Resultaat | Prestatie      |
| Baan                                                         | Baan                          | Baan      | Baan           |
| ------------------------------------------------------------ | ----------------------------- | --------- | -------------- |
| Niels Fredborg                                               | sprint (m)                    | 5e        |                |
| Peder Pedersen                                               | sprint (m)                    | 9e        |                |
| Niels Fredborg                                               | tijdrit (m)                   | Goud      | 1.06,44        |
| Reno Olsen                                                   | individuele achtervolging (m) | 13e       |                |
| Gunnar Asmussen Svend Erik Bjerg Reno Olsen Bent Pedersen    | individuele achtervolging (m) | 13e       |                |
| Weg                                                          |                               |           |                |
| Ove Jensen                                                   | wegwedstrijd (m)              | 28e       | 4:15.13        |
| Henning Jørgensen                                            | wegwedstrijd (m)              | 48e       | 4:17.09        |
| Jørgen Marcussen                                             | wegwedstrijd (m)              | 21e       | 4:15.13        |
| Eigil Sørensen                                               | wegwedstrijd (m)              | DNF       | niet gefinisht |
| Ove Jensen Henning Jørgensen Jørgen Marcussen Eigil Sørensen | ploegentijdrit (m)            | 11e       | 2:15.25,1      |

### Worstelen
| Olympiër         | Discipline     | Resultaat      | Prestatie                                                                                                  |
| Grieks-Romeins   | Grieks-Romeins | Grieks-Romeins | Grieks-Romeins                                                                                             |
| ---------------- | -------------- | -------------- | --- |
| Jørn Krogsgaard  | -57kg (m)      | 28e            | 1ste ronde: V van FIN Björlin 2de ronde: V van NOR Hervig                                                  |
| Tage Juhl Weirum | -68kg (m)      | 9e             | 1ste ronde: W van AFG Djan 2de ronde: V van FRG Schöndorfer 3de ronde: vrij 4de ronde: V van BUL Apostolov |
| John Pedersen    | -82kg (m)      | 15e            | 1ste ronde: V van JPN Sato 2de ronde: V van BUL Dimitrov                                                   |

### Zeilen
| Olympiër                                                  | Discipline      | Resultaat | Prestatie                             |
| --------------------------------------------------------- | --------------- | --------- | ------------------------------------- |
| Steen Kjøhede                                             | finn            | 19e       | 136,7 punten: (16-DSQ-3-17-14-DNF-25) |
| Hans Fogh Ulrik Brock                                     | flying dutchman | 7e        | 74,4 punten: (4-12-9-6-6-5-16)        |
| Mogens Larsen Klaus Føge Jensen                           | tempest         | 17e       | 121 punten: (11-13-20-12-14-15-DSQ)   |
| Paul Elvstrøm Valdemar Bandolowski Jan Kjærulff           | soling          | 13e       | 79,7 punten: (7-17-1-6-DSQ-DNS)       |
| Poul Richard Høj Jensen Frank Høj Jensen Gunnar Dahlgaard | dragon          | 7e        | 68,0 punten: (17-19-9-11-5-2)         |

### Zwemmen
| Olympiër                 | Discipline          | Resultaat    | Prestatie                |
| ------------------------ | ------------------- | ------------ | ------------------------ |
| Lars Børgesen            | 100m rugslag (m)    | 19e          | serie 2: 2de in 1.01,23  |
| Ejvind Pedersen          | 100m rugslag (m)    | halve finale | serie 3: 2de in 1.00,83  |
| Lars Børgesen            | 200m rugslag (m)    | 22e          | serie 3: 5de in 2.14,50  |
| Ejvind Pedersen          | 200m rugslag (m)    | 14e          | serie 5: 4de in 2.12,30  |
| Karl Christian Koch      | 100m schoolslag (m) | 37e          | serie 4: 6de in 1.11,27  |
| Karl Christian Koch      | 200m schoolslag (m) | 37e          | serie 4: 7de in 2.38,47  |
|                          |                     |              |                          |
| Kirsten Strange-Campbell | 100m vrije slag (v) | 42e          | serie 1: 7de in 1.03,83  |
| Kirsten Knudsen          | 400m vrije slag (v) | 27e          | serie 1: 7de in 4.53,76  |
| Kirsten Knudsen          | 800m vrije slag (v) | 29e          | serie 5: 7de in 10.02,56 |
| Winnie Nielsen           | 100m schoolslag (v) | 37e          | serie 2: 7de in 1.23,00  |
| Winnie Nielsen           | 200m schoolslag (v) | 38e          | serie 4: 7de in 2.59,31  |
| Kirsten Strange-Campbell | 200m wisselslag (v) | 32e          | serie 4: 7de in 2.33,15  |
| Kirsten Strange-Campbell | 400m wisselslag (v) | 30e          | serie 2: 7de in 5.25,97  |

Afghanistan · Albanië · Algerije · Amerikaanse Maagdeneilanden · Argentinië · Australië · Bahama's · Barbados · België · Bermuda · Birma · Bolivia · Bondsrepubliek Duitsland · Brazilië · Brits-Honduras · Bulgarije · Canada · Ceylon · Chili · Colombia · Congo-Brazzaville · Costa Rica · Cuba · Dahomey · Denemarken · Dominicaanse Republiek · Duitse Democratische Republiek · Ecuador · Egypte · El Salvador · Ethiopië · Fiji · Filipijnen · Finland · Frankrijk · Gabon · Ghana · Griekenland · Groot-Brittannië · Guatemala · Guyana · Haïti · Hongarije · Hongkong · Ierland · IJsland · India · Indonesië · Iran · Israël · Italië · Ivoorkust · Jamaica · Japan · Joegoslavië · Kameroen · Kenia · Khmerrepubliek · Koeweit · Lesotho · Libanon · Liberia · Liechtenstein · Luxemburg · Madagaskar · Malawi · Maleisië · Mali · Malta · Marokko · Mexico · Monaco · Mongolië · Nederland · Nederlandse Antillen · Nepal · Nicaragua · Nieuw-Zeeland · Niger · Nigeria · Noord-Korea · Noorwegen · Oeganda · Oostenrijk · Opper-Volta · Pakistan · Panama · Paraguay · Peru · Polen · Portugal · Puerto Rico · Roemenië · San Marino · Saoedi-Arabië · Senegal · Singapore · Soedan · Somalië · Sovjet-Unie · Spanje · Suriname · Swaziland · Syrië · Taiwan · Tanzania · Thailand · Togo · Trinidad en Tobago · Tsjaad · Tsjecho-Slowakije · Tunesië · Turkije · Uruguay · Venezuela · Verenigde Staten · Vietnam · Zambia · Zuid-Korea · Zweden · Zwitserland